# Drawno (plaats)
Drawno (Duits: Neuwedell) is een stad in het Poolse woiwodschap West-Pommeren, gelegen in de powiat Choszczeński. De oppervlakte bedraagt 5,03 km², het inwonertal 2425 (2005).
De stad Drawno ligt aan de rivier de Drawa.